# Asclerina nudiclypeata
Asclerina nudiclypeata är en tvåvingeart som beskrevs av Reiss 1968. Asclerina nudiclypeata ingår i släktet Asclerina och familjen fjädermyggor.
Artens utbredningsområde är Nepal. Inga underarter finns listade i Catalogue of Life.